# Hujber Tamás
Hujber Tamás (Budapest, 1995. július 19. –) magyar labdarúgó, jelenleg az KSE Iváncsa játékosa.

## Pályafutása
Hujber hatévesen kezdte pályafutását a III. Kerületben. Tizenkétévesen került az MTK Budapesthez 2007-ben. Az U12-es csapatban kezdett. Négy év múlva került az MTK akadémiájára. Két és fél évet töltött itt. 2015 szeptemberében felkerült az első csapatba. Öt NB I-es mérkőzésen lépett pályára a bajnokságban. Paks elleni mérkőzésen debütált. 2016–2017-es szezonban a harmadosztály-ban szereplő Kaposvárhoz került kölcsönbe. Itt harmincegy mérkőzésen lépett pályára és húsz gólt szerzett. A 2017–2018-as szezonban kölcsönbe került az NB II-ben szereplő Ceglédhez, huszonkét találkozón kétszer volt eredményes.